# Welsberg (Welsberg-Taisten)
Welsberg (italienisch Monguelfo) ist ein Dorf im Südtiroler Pustertal und eine Fraktion der Gemeinde Welsberg-Taisten. Die Ortschaft liegt auf rund 1100 m Höhe und hat etwa 1500 Einwohner. Welsberg befindet sich an der Stelle, wo das Gsieser Tal ins Pustertal einmündet, und wird von der Rienz und vom Pidigbach durchflossen. Oberhalb des Dorfs befindet sich Schloss Welsperg, eine mittelalterliche Burg. Von besonderem kunsthistorischen Wert ist die Pfarrkirche St. Margareth, die mehrere barocke Werke des Welsberger Künstlers Paul Troger beherbergt.
In Welsberg gibt es eine Grundschule und eine Mittelschule für die deutsche Sprachgruppe. Am Ort führen die SS 49, die Pustertalbahn, die am Bahnhof Welsberg-Gsies eine Zugangsstelle bietet, und die Radroute 3 „Pustertal“ vorbei.

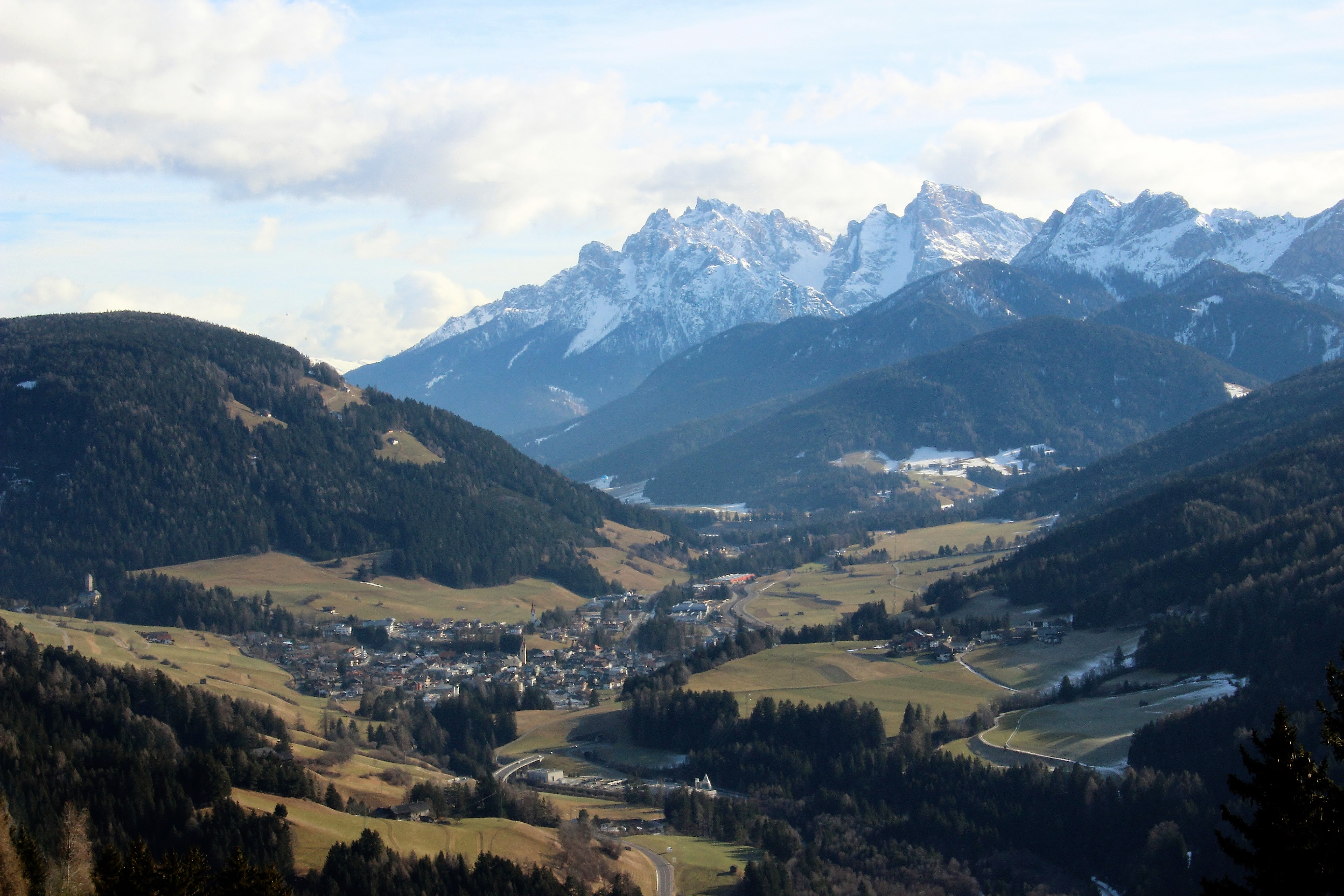
Welsberg mit Blickrichtung Osten
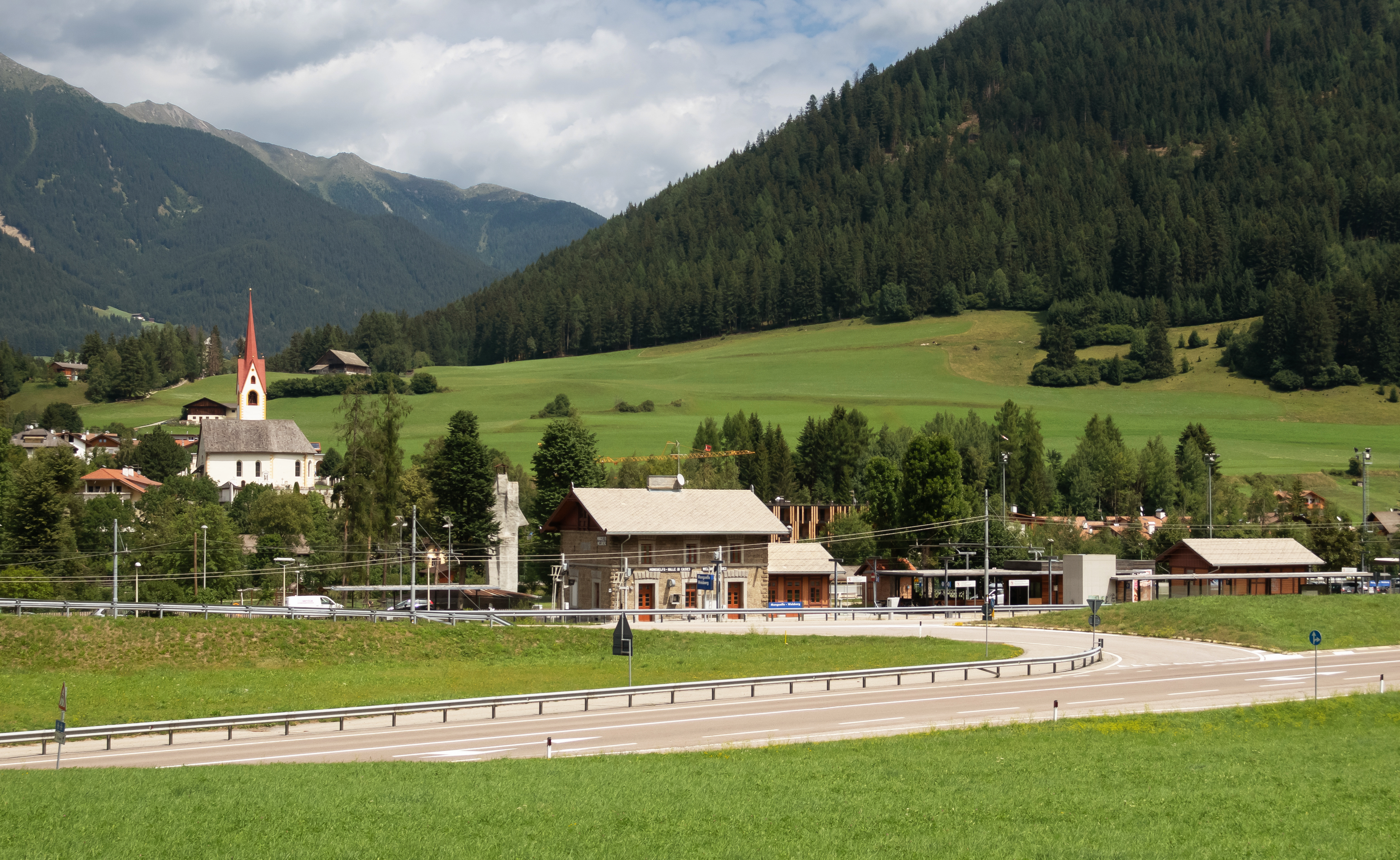
Blick auf Welsberg mit Kirche
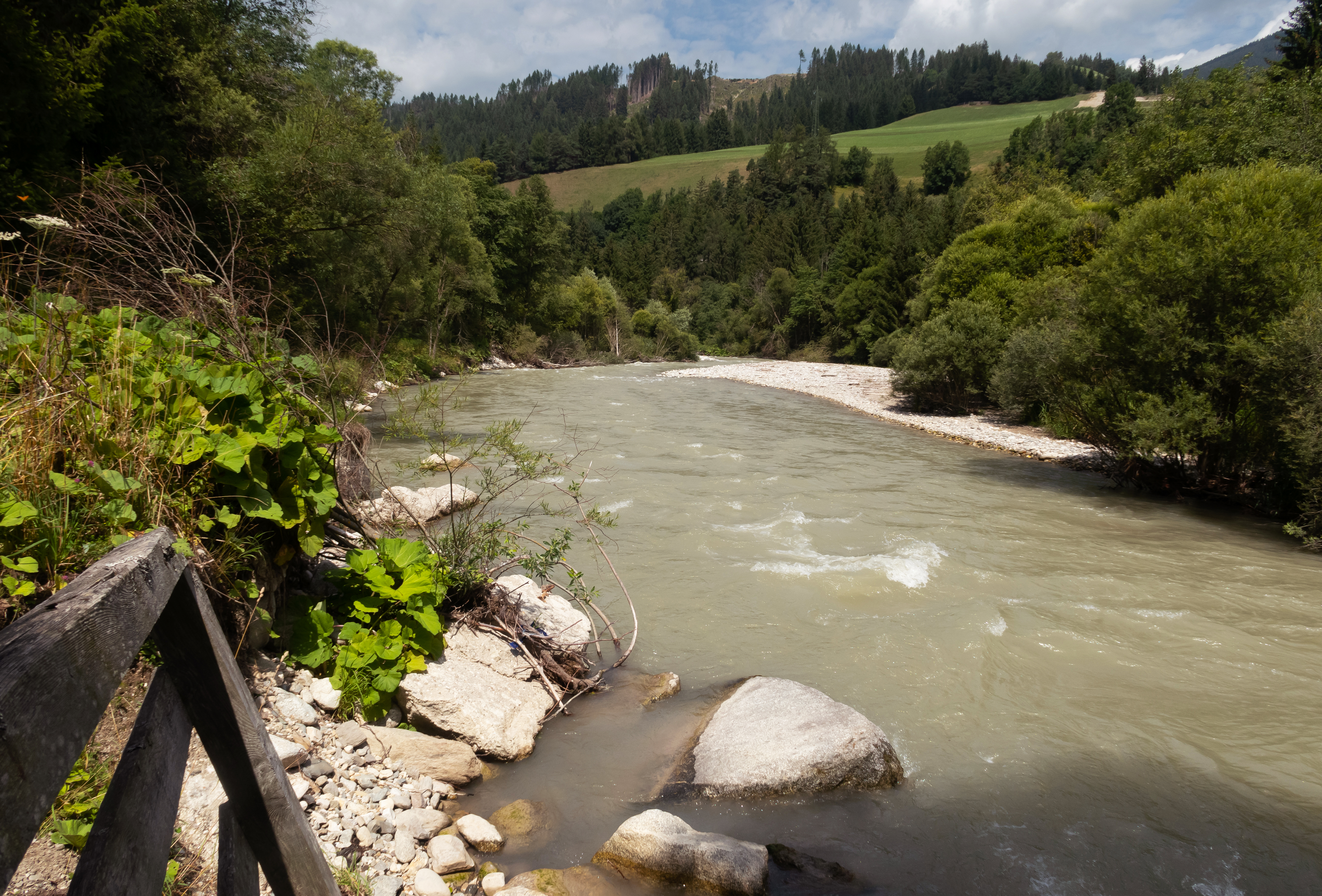
Fluss bei Welsberg

## Töchter und Söhne des Ortes
- Paul Troger (1698–1762), barocker Maler
- Peter Dorner (1857–1931), Kunstschmied